# Egidio da Viterbo
Egidio da Viterbo, Egidius av Viterbo, född 1472 i Viterbo, död 12 november 1532 i Rom, var en italiensk kardinal, biskop, teolog och humanist. Han var generalprior för Augustinorden från 1507 till 1518 och latinsk patriark av Konstantinopel från 1524 till 1530.

## Biografi
Egidio da Viterbo var son till Lorenzo Antonini och Maria del Testa. Han upptogs i Augustinorden år 1488 och studerade vid flera universitet och blev doktor i teologi. Egidio var en skicklig orator och predikade för bland andra påve Alexander VI.
I juli 1517 upphöjde påve Leo X Egidio till kardinalpräst med San Bartolomeo all'Isola som titelkyrka. Senare samma månad erhöll han San Matteo in Merulana som titelkyrka. Egidio deltog i konklaven 1521–1522, vilken valde Hadrianus VI till ny påve och i konklaven 1523, som valde Clemens VII. 
I december 1523 utnämndes Egidio till biskop av Viterbo och biskopsvigdes den 10 januari året därpå av ärkebiskop Gabriele Foschi. I samband med Roms skövling i maj 1527 förlorade han sitt omfattande bibliotek.
Kardinal Egidio da Viterbo avled 1532 och är begravd i kyrkan Sant'Agostino.